# Nà Sáy
Nà Sáy là một xã thuộc huyện Tuần Giáo, tỉnh Điện Biên, Việt Nam.

## Địa lý
Xã Nà Sáy nằm ở phía tây nam huyện Tuần Giáo, có vị trí địa lý:
- Phía đông giáp thị trấn Tuần Giáo và xã Chiềng Sinh
- Phía tây giáp huyện Mường Ảng
- Phía nam giáp xã Chiềng Đông
- Phía bắc giáp xã Mường Khong và xã Mường Thín.

Xã Nà Sáy có diện tích 31,40 km², dân số năm 2022 là 3.098 người, mật độ dân số đạt 98 người/km².

## Hành chính
Xã Nà Sáy được chia thành 6 bản: Hả, Hong Lực, Huổi Sáy, Nà Sáy I, Nà Sáy II, Nậm Cá.

## Lịch sử
Ngày 25 tháng 8 năm 2012, Chính phủ ban hành Nghị quyết số 45/NQ-CP về việc thành lập xã Mường Khong trên cơ sở 10.716,18 ha diện tích tự nhiên và 2.866 người của xã Nà Sáy.
Sau khi điều chỉnh địa giới hành chính, xã Nà Sáy còn lại 3.140,0 ha diện tích tự nhiên với 2.418 người và 8 bản: Nà Sáy I, Nà Sáy II, Nà Sáy III, Huổi Sáy, Co Hả, Ta Láo, Nậm Cá, Hong Lực.
Ngày 6 tháng 12 năm 2019, HĐND tỉnh Điện Biên ban hành Nghị quyết số 148/NQ-HĐND về việc:
- Sáp nhập bản Nà Sáy III vào bản Nà Sáy II.
- Thành lập Bản Hả trên cơ sở bản Co Hả và bản Ta Láo.